# 지남혁
지남혁(1983년 7월 15일 ~ )은 대한민국의 배우이다.

## 학력
- 청주대학교 연극영화과

## 연기 활동

### 드라마
| 매체     | 연도   | 방송 채널 | 작품명              | 배역      |
| -------- | ------ | --------- | ------------------- | --------- |
| 지상파   | 2008년 | SBS       | 《일지매》          |           |
| 지상파   | 2010년 | KBS 2TV   | 《성균관 스캔들》   | 설고봉 역 |
| 지상파   | 2012년 | MBC       | 《신들의 만찬》     | 유선호 역 |
| 지상파   | 2012년 | MBC       | 《못난이 송편》     | 한영민 역 |
| 지상파   | 2020년 | SBS       | 《날아라 개천용》   | 오재수 역 |
| 유료방송 | 2011년 | 채널 CGV  | 《소녀 K》          |           |
| 유료방송 | 2012년 | tvN       | 《인현왕후의 남자》 | 한동 역   |

### 영화
| 연도   | 작품명                   | 배역               |
| ------ | ------------------------ | ------------------ |
| 2009년 | 《오르골》               |                    |
| 2010년 | 《포화 속으로》          | 학도병 역          |
| 2012년 | 《하울링》               | 조폭 1 역          |
| 2014년 | 《아빠를 빌려드립니다》  | PC방 좀비 2 역     |
| 2016년 | 《아빠가 돌아왔다》      | 병태 역            |
| 2018년 | 《명당》                 | 두꺼비 역          |
| 2018년 | 《더 메뉴얼》            | 처남 역            |
| 2019년 | 《나쁜 녀석들: 더 무비》 | 호송버스 죄수 3 역 |
| 2020년 | 《갱》                   | 체육선생 역        |
| 2021년 | 《괴기맨숀》             | 수리공 역          |
| 2021년 | 《F20》                  | 형사 1 역          |
| 2023년 | 《악마들》               | 정우 역            |

### 연극
| 연도   | 작품명               |
| ------ | -------------------- |
| 2001년 | 《트랜스 십이야》    |
| 2001년 | 《갈매기》           |
| 2002년 | 《혈맥》             |
| 2003년 | 《만선》             |
| 2006년 | 《밑바닥에서》       |
| 2008년 | 《열 평짜리 미용실》 |
| 2009년 | 《세월이 가면》      |